# Jacques Ferrari (voltigeur)
Pour les articles homonymes, voir Ferrari.
Jacques Ferrari est un voltigeur français né le 13 septembre 1988. Il est sacré champion du monde de voltige lors des jeux équestres mondiaux de 2014 en Normandie, devant son compatriote Nicolas Andréani,. À l'issue de ces jeux, il annonce la fin de sa carrière sportive individuelle pour se consacrer à sa famille et à sa compagnie de spectacle équestre « Noroc ».

## Affaire
En février 2020, Jacques Ferrari est suspendu de ses fonctions à la suite du dépôt de plainte pour « corruption de mineur » de deux jeunes femmes qu'il entraînait,. Une enquête administrative est ouverte par le ministère des Sports, Jacques Ferrari démentant formellement toute relation avec une mineure. L'affaire est classée sans suite en octobre 2021, les faits n'étant pas suffisamment caractérisés suivant le Parquet de Saumur. Jacques Ferrari estime que « la présomption d'innocence n'a pas été respectée » et que « il a personnellement et professionnellement tout perdu ».